# Baignes-Sainte-Radegonde
Baignes-Sainte-Radegonde é uma comuna francesa na região administrativa da Nova Aquitânia, no departamento de Charente. Estende-se por uma área de 31,22 km². Em 2010 a comuna tinha 1 269 habitantes (densidade: 40,6 hab./km²).